# Bari Sardo
Bari Sardo (sardinsky: Barì) je italská obec (comune) v provincii Nuoro v regionu Sardinie. Nachází se ve výšce 51 metrů nad mořem a má přibližně 3 800 obyvatel. Rozloha obce je 37,43 km².